# Welcome to My Hood
Welcome to My Hood é o segundo single do álbum We the Best Forever de DJ Khaled. A canção tem participações de T-Pain, Rick Ross, Plies & Lil' Wayne. Foi gravada nos EUA em 18 de janeiro de 2011.

## Videoclipe
Gil Green dirigiu o videoclipe da canção, que contou com aparições especiais de Akon, Fabolous, Birdman, Juvenille, Wale, Trick Daddy, Daddy Yankee, Busta Rhymes, Flo Rida, Gorilla Zoe, Brisco, Drake & Bow Wow.

## Paradas de vendas
| Parada (2011)                          | Melhor Posição |
| -------------------------------------- | -------------- |
| Estados Unidos - Billboard Hot 100     | 79             |
| Estados Unidos - Hot R&B/Hip-Hop Songs | 30             |
| Estados Unidos - Rap Songs (Billboard) | 14             |